# 洛阳镇 (环江县)
洛阳镇，是中华人民共和国广西壮族自治区河池市环江毛南族自治县下辖的一个乡镇级行政单位。

## 行政区划
洛阳镇下辖以下地区：
洛阳社区、红阳社区、洞角社区、团结村、普乐村、妙石村、合作村、古昌村、江口村、玉合村、地蒙村、永权村、永安村、雅脉村和文雅村。

## 交通
金红铁路：普洛站